# Palais Esterházy (Vienne, Wallnerstraße)
Pour les articles homonymes, voir Palais Esterházy.
Le Palais Esterházy de la rue Wallnerstraße à Vienne, est situé dans le vieux centre Innere Stadt de la capitale de l'Autriche. Ce palais appartient à la famille de la noblesse de grave des Esterházy.
La famille Esterházy possède d'autres demeures princières, un autre palais à Vienne même, le 
palais Esterházy situé sur la Kärntner Strasse, ainsi que le palais Esterházy situé en Hongrie et surnommé le Versailles hongrois.
Le premier prince Esterházy a commencé à construire le premier édifice entre 1685 et 1695 sur les plans de l'architecte autrichien Francesco Martinelli. 
Au cours du XVIIIe siècle, le palais Esterházy fut un lieu de travail pour le musicien Joseph Haydn.
Le palais fut remanié entre 1806 et 1820 et prit son visage que nous lui connaissons aujourd'hui. La façade est du style classique, avec des colonnes ioniques. 
Après la restauration effectuée en raison des destructions de la Seconde Guerre mondiale, le palais est à présent loué entièrement. Un restaurant hongrois, ouvert en 1808, possède une ancienne cave à vin.
Le Palais Esterházy a été vendu au banque Creditanstalt au début des années 1990 par Melinda Esterházy.